# Diego Salazar (sollevatore)
Diego Fernando Salazar Quintero (Tuluá, 3 ottobre 1980) è un sollevatore colombiano.

## Palmarès
Olimpiadi
- 1 medaglia:
  - 1 argento (62 kg a Pechino 2008).

Campionati mondiali
- 1 medaglia:
  - 1 bronzo (62 kg a Santo Domingo 2006).

Giochi panamericani
- 2 medaglie:
  - 2 ori (62 kg a Santo Domingo 2003, 62 kg a Rio de Janeiro 2007).

Campionati panamericani
- 2 medaglie:
  - 2 argenti (62 kg a Callao 2008, 62 kg a Città del Guatemala 2010).

Giochi centramericani e caraibici
- 1 medaglia:
  - 1 bronzo (62 kg a Cartagena 2006).